# Frank Coombs (cầu thủ bóng đá)
Francis Henry "Frank" Coombs (24 tháng 4 năm 1925 – tháng 4 năm 1998) là một cựu cầu thủ bóng đá. Coombs sinh ra ở East Ham, Essex và thi đấu ở vị trí thủ môn cho các câu lạc bộ Football League Bristol City, Southend United và Colchester United. Ông mất năm 1998.